# Автобан A215 (Німеччина)
Федеральний автобан 215 (A215, нім. Bundesautobahn 215) – автобан, що сполучає столицю федеральної землі Кіль із Гамбургом через автобан А7. Цей маршрут слугує для подальшого полегшення маршруту наземного транспорту з Кіля до решти Гольштейну та до Центральної Європи.